# Isoglossa bracteosa
Isoglossa bracteosa är en akantusväxtart som beskrevs av Gottfried Wilhelm Johannes Mildbraed. Isoglossa bracteosa ingår i släktet Isoglossa och familjen akantusväxter. Inga underarter finns listade i Catalogue of Life.